# Közös Halmaz Alapítvány
A Közös Halmaz Alapítvány Budapesti székhelyű civil szervezet, amelynek célja, hogy széles körű párbeszédet kezdeményezzen a 20. század feldolgozatlan történelmi traumáiról. Az alapítvány szakemberek és önkéntesek bevonásával a vitatott megítélésű történelmi eseményekről, korszakokról, személyiségekről való gondolkodást, párbeszédet igyekszik elősegíteni, ennek érdekében foglalkozásokat, kiállításokat és egyéb közösségi programokat szerveznek.

## Története
Az alapítvány törzsét egy baráti társaságból alakult, korosztályát, kompetenciáit és világnézetét tekintve heterogén, a projektvezetés, a rendezvényszervezés és az oktatás terén tapasztalattal rendelkező csapat alkotja. A szervezet 2015-től kezdve működik nonprofit alapítványi formában, nincs vallási vagy politikai kötődése, bevételei adományokból és támogatásokból származnak.

## Tevékenysége
Célja a magyar társadalom vitatott megítélésű történelmi eseményeiről, korszakairól (pl. Trianonról, a holokausztról, a világháborúkról, a diktatúrákról, 1956-ról vagy a rendszerváltásról), személyiségeiről (pl. Horthy Miklós, Kádár János) való párbeszédet elősegítő programok szervezése. Programjaival arra törekszik, hogy a megbékélést és párbeszédet elősegítő üzenetük a jövőben a tananyag része legyen.
Legnagyobb sajtóvisszhangot kiváltó kiállításuk a „Nyissunk a múltra, hogy legyen jövőnk!” köztéri installáció volt. A 2016-ban megalkotott koncepció alapján közösségi finanszírozással készültek el a kiállítás elemei, amelyeket először 2017 március 16-án állítottak fel a Madách téren, utána több más közterületen. Az térben elrendezett, interaktív ajtók üzenete egyszerre provokatív és a megbékélést segíti. A kiállítás célját foglalja össze a jelmondata is: „Nem kell meggyőzni egymást. Megérteni igen”. A kezdeményezést politikai oldaltól függetlenül többnyire elismerés fogadta.
Az ajtók segítségével, és szakemberek bevonásával iskolai oktatási programot szerveztek. Interaktív drámafoglalkozásaik, beszélgetéseik célja a 11.–12.-es diákok ösztönzése a közös gondolkodásra, párbeszédre a közelmúlt vitatott történelmi eseményeiről. Reményeik szerint programjuk a közoktatási tananyag részévé válhat a jövőben.
2018 november 16-18 között háromnapos filmfesztivált rendeztek a Premier Kultcaféban, amelyen többek között Mészáros Márta rendező, Tóth Eszter Zsófia történész és Rubovszky Rita iskolaigazgató vett részt a filmek utáni pódiumbeszélgetéseken.

## Bírálatok
A PestiSrácok.hu egy szerkesztőségi cikkben az alapítvány kiállítását ugyan technikai megvalósításában igényesnek tartotta, azonban a részletek mellőzésével azt tartalmilag „nyomorúságosnak” nevezte, amely szerintük mondandójában illeszkedik az ARC kiállításhoz.